# Claudine de France
Claudine de France, née le 12 décembre 1937 et morte en 2023, est une anthropologue-cinéaste, directrice de recherche émérite au CNRS. Ses travaux filmiques, réalisés pour la plupart en milieu rural français, s’intéressent aux gestes, aux rituels quotidiens, à la culture matérielle. Ses principaux écrits théoriques sont consacrés aux fondements de ce qu’elle a appelé « l’anthropologie filmique ». L’une des caractéristiques majeures de cette nouvelle discipline consiste à reconsidérer la démarche anthropologique à partir de la pratique et de la réflexion cinématographiques. 

## Biographie
Intellectuellement proche de Jean Rouch, Claudine de France se forme avec lui à la pratique du cinéma à main levée dans les années 1960, puis collabore avec lui au Comité du film ethnographique. Ce comité organise au Musée de l'Homme puis au Musée du quai Branly un festival de cinéma Bilan du film ethnographique. En 1969, elle cofonde avec lui, Enrico Fulchignoni, et Colette Piault, la Section de Cinéma à l'université de Nanterre.
Après des travaux théoriques, elle produit son premier film,  La Charpaigne ou naissance d’une vannerie, en 1969.
En 1979, elle présente à l'université de Paris V, en section lettres, sa thèse de doctorat sous la direction d'André Leroi-Gourhan, thèse qui, remaniée, est publiée en 1982 sous le titre Cinéma et Anthropologie.
Sa collaboration avec Jean Rouch s'étend au laboratoire de recherche Formation de recherches cinématographiques, qu'il a créé en 1971 à l'université de Paris-Nanterre, et où elle lui succède comme directrice en 1980. 
En parallèle, elle est chargée de recherche au CNRS, où elle devient directrice de recherche émérite. 

## Travaux
Pour Claudine de France, le film de recherche doit rassembler l’observation sur le terrain et l’explicitation des données dans une phase de post exploration. Cette approche, faisant converger anthropologie et cinéma documentaire, a inspiré d'autres universitaire, qui l'ont étendu à d'autres sciences sociales telles que la sociologie. Elle donne en anthropologie la préférence au film plutôt qu'à l'écrit, jugeant « l’observation directe fugace, discontinue, irréversible, en un mot, suspecte. ». Cette nouvelle discipline, extension de l'anthropologie visuelle, qu'elle a fondé sous le nom d'« anthropologie filmique », a aussi été utilisée dans le champ des sciences dures (utilisation du microscope électronique à balayage) pour les mêmes raisons.
Claudine de France a dirigé 21 thèses et a été membre du jury pour 3 thèses,.

## Filmographie
- La Charpaigne ou naissance d’une vannerie, 16mm, NB, 1969, 32 min[11],[12]
- Le coiffeur itinérant, 16 mm, couleur, 1972, 26 min[13]
- Machines mouvantes, super 8 mm, couleur, 1985, 63 min.
- Bazar, vidéo, NB, 1982, 200 min.
- Laveuses, 16mm, couleur, 1970, 30 min[11]

## Ouvrages
- Cinéma et anthropologie, Paris, Éditions de la Maison des Sciences de l’Homme, 2ème édition 1989, 400p. (1ère éd. 1982[14]) (Édition en ligne)
- Pour une anthropologie visuelle (dir.), Paris, La Haye, New York, Mouton Éditeur, 1979[15]
- Du film ethnographique à l’anthropologie filmique, Paris, Éditions des Archives Contemporaines, 1994[16]
- L’image filmique et son commentaire, dossier de la revue Xoana, 1995.
- Travaux en anthropologie filmique (co-dir. avec Annie Comolli), 2003, Nanterre, FRC - Paris X, coll. Cinéma et sciences humaines.
- Travaux en anthropologie filmique 2 (co-dir. avec Annie Comolli), 2004, Nanterre, FRC - Paris X, coll. Cinéma et sciences humaines.
- Corps filmé, corps filmant, (co-dir. avec Annie Comolli), 2005, Nanterre, FRC - Paris X, coll. Cinéma et sciences humaines.
- L’image documentaire : expériences et réflexions, (co-dir. avec Annie Comolli), Nanterre, Université ParisX-FRC, coll. Cinéma et sciences humaines, 2007.

## Filmographie
- Silvia Paggi, Le Premier terrain de Claudine de France, entretien filmé (10 min, 2024)